# نورآباد (گنبد کاووس)
نورآباد، روستایی است از توابع بخش مرکزی شهرستان گنبد کاووس در استان گلستان ایران.

## جمعیت
این روستا در دهستان سلطانعلی قرار داشته و براساس سرشماری سال ۱۳۸۵جمعیت آن ۷۹۹نفر (۱۶۱خانوار) بوده است.